# Cotunnita
La cotunnita es un mineral de la clase de los minerales haluros. Se describió por primera vez en 1825 por una ocurrencia en el monte Vesubio, Ciudad metropolitana de Nápoles, Campania, Italia. El nombre es un homenaje a Domenico Cotugno (Cotunnius) (1736-1822), médico italiano y profesor de Anatomía de la Universidad de Nápoles.

## Formación y yacimientos
Es un mineral secundario bastante raro, que se forma como producto de la alteración de la galena u otros minerales del plomo bajo condiciones ambientales de aridez, en ambiente salinos.  Así aparece en la mina Lolón,  Challacollo, El Tamarugal (Chile). También puede formarse por la sublimación de gases de fumarolas (así es como se encontró en la localidad tipo)  y en antiguas escorias. En España se ha encontrado, como cristales cavernosos formados por alteración de la galena, en la mina Ferruginosa, Cabo de Palos, Cartagena (Murcia)